# Banksia alliacea
Banksia alliacea es una especie de arbusto perteneciente a la familia de las proteáceas que es un endemismo de Australia Occidental. 
Era conocido como Dryandra nervosa hasta 2007, cuando especies de Dryandra fueron trasladadas a Banksia por Austin Mast y Kevin Thiele. Como su nombre "Banksia nervosa" ya había sido publicada por Otto Kuntze para la planta que ahora se conoce como Pimelea angustifolia, Mast y Thiele se vieron obligados a elegir un nuevo epíteto específico; su elección ", alliacea", es del latín alliaceus = ("como cebolla"), en referencia al aroma de las flores.

## Taxonomía
Banksia alliacea fue descrita por (R.Br.) A.R.Mast & K.R.Thiele y publicado en Australian Systematic Botany 20: 65. 2007.
Etimología
Banksia: nombre genérico que fue otorgado en honor del botánico inglés Sir Joseph Banks, quien colectó el primer espécimen de Banksia en 1770, durante la primera expedición de James Cook.
alliacea: epíteto latino que significa "como Allium"
Sinonimia
- Dryandra nervosa R.Br.